# Gornji Breg
Gornji Breg (cyr. Горњи Брег) – wieś w Serbii, w Wojwodinie, w okręgu północnobanackim, w gminie Senta. W 2011 roku liczyła 1726 mieszkańców.